# São Joaquim (metropolitana di San Paolo)
São Joaquim è una stazione della linea 1 della metropolitana di San Paolo. Si trova sotto Avenida da Liberdade, nel distretto di Liberdade. Fungerà da capolinea della costruenda linea 6-arancione.

## Storia
È stata inaugurata il 17 febbraio 1975.

## Interscambi
Nelle vicinanze della stazione effettuano fermata diverse linee di autobus urbani e interurbani.
- Fermata autobus

## Servizi
La stazione dispone di:
- Accessibilità per portatori di handicap
- Ascensori
- Scale mobili
- Biglietteria a sportello
- Biglietteria automatica